# Concepción Pápalo
Concepción Pápalo è un comune del Messico, situato nello stato di Oaxaca.